# Лэзенби, Джордж
Джо́рдж Ро́берт Лэ́зенби (англ. George Lazenby, родился 5 сентября 1939, Голберн, Австралия) — австралийский актёр. Наиболее известная роль — Джеймс Бонд в 6-й серии бондианы «На секретной службе Её Величества».

## Биография
После службы в австралийской армии он занялся продажей автомобилей, чтобы как-то прожить, но мечтой Джорджа было стать мужской моделью в Лондоне, куда он и приехал в 1964 году (в этом же году умер Ян Флеминг).
Он сразу же взлетел на вершину модельного бизнеса, не имея при этом никакого опыта. Поиск нового актёра на роль Бонда начали в 1968 году, когда Шон Коннери отказался от этой роли. Лэзенби снимался в телерекламе, он был очень популярен благодаря тому, что снялся в рекламе шоколада «Big Fry». Это помогло ему получить роль Бонда в фильме «На секретной службе Её Величества» (1969).
Лэзенби был одним из претендентов на роль Бонда, наряду с Джоном Ричарсоном, Энтони Роджерсом, Робертом Кэмпбеллом и Хансом Врисом. Но именно Лэзенби получил эту роль, благодаря пробе со сценой борьбы.
Лэзенби сыграл роль Джеймса Бонда профессионально и с энтузиазмом, хотя во время съёмок хватало конфликтов – у актёра были натянутые отношения с режиссёром Питером P. Хантом и «девушкой Бонда», звездой Дианой Ригг. В следующей ленте на главную роль вернули Шона Коннери.
В начале 1970-х годов Лэзенби работал в Гонконге, где собирался сделать фильм с Брюсом Ли (ещё до его неожиданной смерти). Он снялся в нескольких фильмах на телевидении и сыграл несколько незначительных ролей в крупных фильмах начала 1990-х (самой заметной была роль главного злодея Стромма в культовой комедии «Няньки»).
Несколько лет назад[когда?], после долгой передышки на поприще кино, в течение которой он интересовался только автогонками, продолжил актёрскую карьеру. Регулярно участвует в мероприятиях, организуемых фанатами Джеймса Бонда.
После смерти Шона Коннери 31 октября 2020 года, Лэзенби стал  старейшим из всё ещё живущих актёров, игравших Джеймса Бонда. Лэзенби также пережил актёра Роджера Мура, скончавшегося 23 мая 2017 года, который играл Бонда после него.

## Фильмография
- «Быть Бондом» (2017)
- «В норме» (2013—2014) — Джек Джеффрис
- «Four Dogs Playing Poker» (1999) — Carlo
- «Gut feeling» (1999)
- «Fox Hunt» (1996) — Chauncey
- «Behind the Scenes with Goldfinger» (1995) — роль самого себя
- «Fatally Yours» (1995)
- «Няньки» (1994) — Лиланд Стромм
- «Death by Misadventure» (1993)
- «Emmanuelle’s Love» (1993) — Марио
- «Gettysburg» (1993) — Brig. Gen. J. Johnston Pettigrew
- «Emmanuelle’s Revenge» (1992)
- «Глазами наблюдателя» (1989) — Джек Уайман
- «The Grand Knockout Tournament» (TV) (1987) — роль самого себя
- «Never Too Young to Die» (1986) — Drew Stargrove
- «Hell Hunters» (1986) — Heinrich
- «Rituals» (TV) (1984) — Logan Williams
- «The Return of the Man from U.N.C.L.E.» (TV, 1983) — J.B.
- «General Hospital» (TV) (1982) — Reginald Durban
- «L’Ultimo harem» (1981) — Prince Almalarik
- «Saint Jack» (1979) — Senator
- «Вечер в Византии»  («Evening in Byzantium») (TV, 1978) — Roger Tory
- «Death Dimension» (1978) — Capt. Gallagher
- «Cover Girls» (TV, 1977) — Michael
- «The Kentucky Fried Movie» (1977) — The Architect
- «Выкуп за королеву» (1976)
- «Человек из Гонконга» (1975) — Джек Уилтон
- «Chi l’ha vista morire» (1972)
- «Tie jin gang da po zi yang guan» (1972) — Joseph Stoner
- «Универсальный солдат» (1971) — Райкер
- «На секретной службе Её Величества» (1969) — Джеймс Бонд

## Гонорары
- «На секретной службе Её Величества» (1969) — Джеймс Бонд 400 000 $ (50 000 фунтов стерлингов и % от сборов)[7]
- «Универсальный солдат» (1971) — Ryker 200 000 $, а именно 100 000 £
- «Tie jin gang da po zi yang guan» (1974) — Joseph Stoner 10 000 $
- «The Man from Hong Kong» (1975) — Jack Wilton 10 000 $
- «E tan qun hing ying hui» (1976) — 10 000 $
- «Éternelle Emmanuelle» (1993) — Mario 50 000 $
- «La revanche d’Emmanuelle» (1993) — Mario 50 000 $
- «Emmanuelle à Venise» (1993) — Mario 50 000 $
- «L’amour d’Emmanuelle» (1993) — Mario 50 000 $
- «Magique Emmanuelle» (1993) — Mario 50 000 $
- «Le parfum d’Emmanuelle» (1993) — Mario 50 000 $
- «Le secret d’Emmanuelle» (1993) — Mario 50 000 $